# Società Sportiva Maceratese 1948-1949
Questa pagina raccoglie le informazioni riguardanti la Società Sportiva Maceratese nelle competizioni ufficiali della stagione 1948-1949.